# Chiesa dell'Intercessione della Santa Madre di Dio in Medvedkovo
La Chiesa dell'Intercessione della Santa Madre di Dio in Medvedkovo è una chiesa parrocchiale ortodossa russa situata nel quartiere Južnoe Medvedkovo a nord Mosca.

## Storia

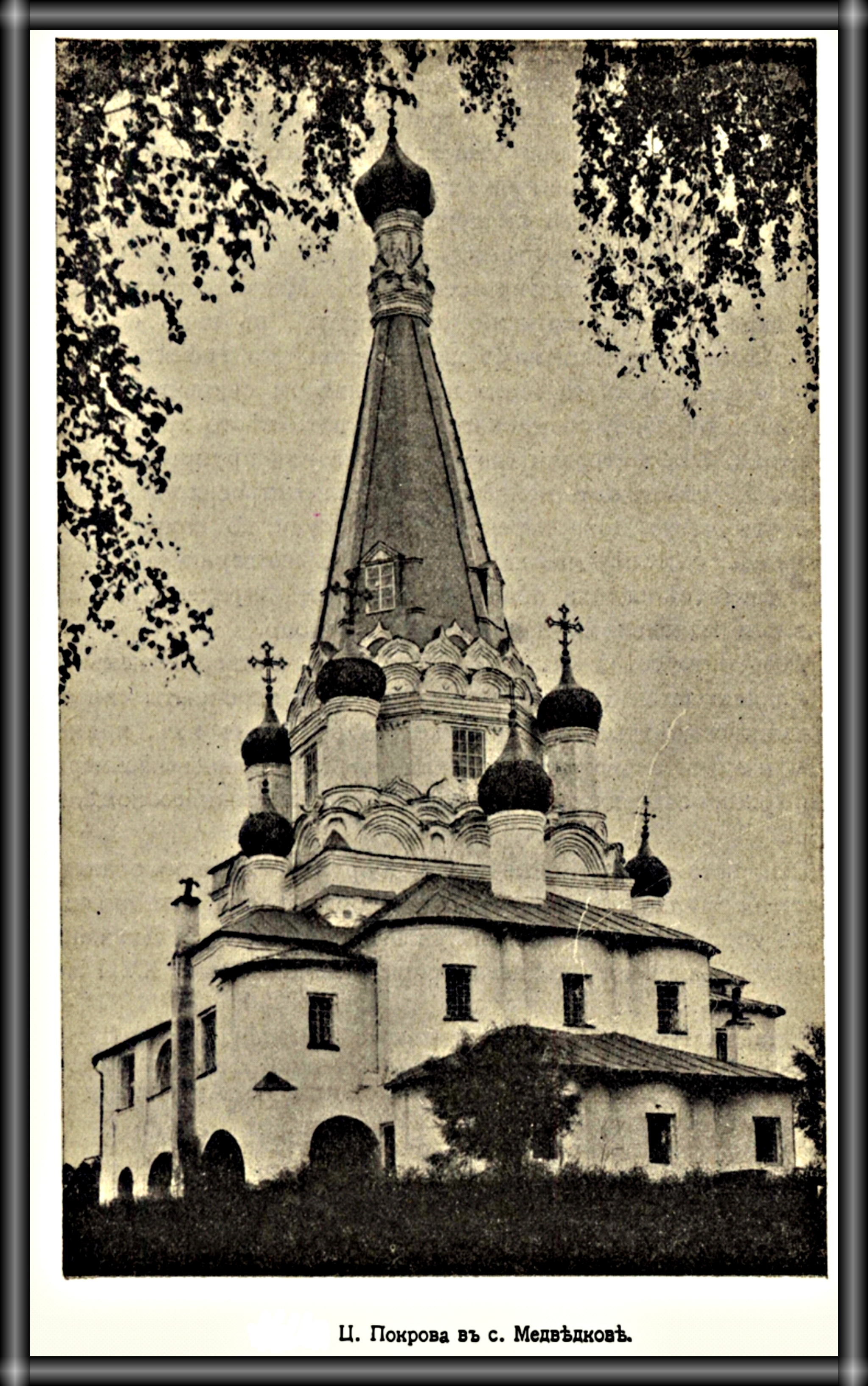
Chiesa dell'Intercessione Santa Madre di Dio in Medvedkovo all'inizio del XX secolo. Illustrazione presa dalla guida Putevoditelju po Moskve

La chiesa fu costruita nel 1635 per volere del principe Dmitrij Michajlovič Požarskij in onore della liberazione della Russia dall'intervento polacco. La struttura architettonica è una versione più piccola della Cattedrale di San Basilio ed è uno degli ultimi esempi di chiese con il tetto a tenda, avendo il patriarca Nikon imposto il divieto di costruzione di chiese di questo tipo diciassette anni dopo il suo completamento. Fino al 1635, sul luogo dell'edificio in pietra esisteva una chiesa con tetto a tenda lignea dell'Intercessione con una cappella di Pietro d'Alessandria, costruita non più tardi del 1623-1624.
Secondo le fonti, nel 1635 l'edificio aveva quattro cappelle: quella dei Segni della Santissima Theotókos, quella di Pietro d'Alessandria, quella di Varlaam di Chutyn' e quella di Antonio di Roma. Il nome di ciascuna navata è associato a Velikij Novgorod, di cui Požarskij fu governatore dal 1628 al 1630: l'icona del Segno è il santuario principale di questa città e dell'intera terra di Novgorod, e Varlaam di Chutyn' e Antonio di Roma sono noti asceti di Novgorod. Nel 1652, in occasione del decimo anniversario della morte di Požarskij, il suo erede Ivan Dmitrievič Požarskij ricevette una lettera che lo invitava a consacrare il trono della nuova cappella in onore dei Nove martiri di Kizič.
Nel 1685, dopo la morte dell'ultimo rappresentante della famiglia Požarskij, il villaggio di Medvedkovo passò al capo  consigliere e favorito della principessa Sof'ja, il principe Vasilij Vasil'evič Golicyn, il quale intraprese un riassetto delle navate laterali e ne ridusse il numero a tre. La quarta cappella meridionale in onore di Sergio di Radonež fu fondata più tardi, nel 1690.
Tra il 1687 e il 1688 fu realizzata l'iconostasi del tempio principale per ordine di Golicyn. Le icone furono realizzate con la partecipazione di Karp Zolotarëv, uno dei massimi maestri dell'Armeria. Altrettanto pregevole fu il cosiddetto Vangelo d'altare di Medvedkovo del 1681 con miniature realizzate, secondo la leggenda, dalla zarina Sof'ja. Fino al 1919 questa reliquia fu conservata nella sagrestia del tempio, ma oggi non è noto dove si trovi.
Nel XIX secolo l'edificio subì numerose modifiche: l'iconostasi fu in gran parte ricostruita e la sua incisione fu reintegrata con frammenti successivi. Alcune delle icone perdute della fila festiva furono integrate con quelle appena dipinte. Al posto del vecchio campanile ne fu eretto uno nuovo in stile classico del XIX secolo. Allo stesso tempo, l'edificio perse le sue antiche porte reali risalenti al XVII secolo, le quali si presume siano state portate nel palazzo del granduca Sergej Romanov a San Pietroburgo.
Per tutto il periodo della sua esistenza, la chiesa non è mai stata chiusa. Ciò è in parte dovuto al fatto che negli anni '30 la chiesa non si trovava nel territorio di Mosca. Allo stesso tempo, le funzioni religiose prima della seconda guerra mondiale si svolgevano solo nel corridoio inferiore. Dopo la guerra l'edificio fu restaurato e le funzioni si svolsero anche nella parte superiore.
Nel 1970 vi fu un restauro ad opera dell'architetto Nikolaj Nedovič. Il tetto in metallo e le sue finestre furono smantellati, riportando l'edificio al suo aspetto originale.
Negli anni '70 fu issata all'ingresso dell'edificio una grande croce di marmo trovata nel cimitero di Medvedkovo. Su di essa fu incisa l'iscrizione "La croce è la vittoria sulla morte".
Per quanto la fondazione della chiesa sia associata alla liberazione di Mosca e della Russia dall'intervento polacco, al suo interno vi è una copia del principale santuario polacco, ovvero l'icona della Vergine nera di Częstochowa.

## Architettura
Una delle ultime chiese con tetto a tenda del XVII secolo, la chiesa è chiaramente ispirata alla Cattedrale di San Basilio e contiene i classici elementi del conservatorismo che si diffuse nella cultura russa nei primi decenni del XVII secolo.
La pianta è un quadrato allungato sul quale vi sono quattro cupole decorative e una piramide a tre livelli di kokošnik, sulla quale si erge un ottagono che funge da base per un tetto a tenda alto e slanciato. Secondo Igor' Ėmmanuilovič Grabar', "l'eccellente raggruppamento delle masse, l'armonia del tetto a tenda e la raffinatezza della silhouette pongono questa chiesa tra le più eccezionali."
L'edificio ha due piani: quello inferiore (invernale) con una calda chiesa del Segno della Santissima Theotókos, e quello superiore, originariamente non riscaldato, con l'altare maggiore dedicato all'Intercessione della Santissima Theotókos e due navate laterali.